# LUX 051
LUX 051 fue un evento de artes marciales mixtas producido por LUX Fight League, que se llevó a cabo el 28 de marzo de 2025 en el Centro Citibanamex de Ciudad de México, México.

## Antecedentes
El evento estelar conto con una pelea por el Campeonato Interino de Peso Mosca de LUX entre Alexandre Bravo y Luis Iván Rodríguez, ambos ex retadores al título en el pasado.
La pelea coestelar contó con un combate de peso pactado entre Hannah Ramos y Sofia Landí.

## Resultados
1. ↑  Por el Campeonato Interino de Peso Mosca de LUX